# Cristian Poglajen
Cristian Poglajen (ur. 14 lipca 1989 w Morón) – argentyński siatkarz pochodzenia słoweńskiego, reprezentant kraju, grający na pozycji przyjmującego. 
Podczas II wojny światowej jego dziadkowie uciekli ze Słowenii do Argentyny. Siatkówkę zaczął trenować w wieku 14 lat. Posługuje się językiem hiszpańskim, słoweńskim i angielskim. Ma podwójne obywatelstwo: argentyńskie i słoweńskie.
Po ukończonym sezonie 2024/2025 postanowił zakończyć karierę siatkarską.

## Sukcesy klubowe
Puchar ACLAV:
- 2016

Liga argentyńska:
- 2023[9]
- 2017

Puchar Challenge:
- 2018

Puchar Mistrza:
- 2022[10]

## Sukcesy reprezentacyjne
Mistrzostwa Ameryki Południowej Juniorów:
- 2008

Mistrzostwa Świata Juniorów:
- 2009

Puchar Panamerykański:
- 2017
- 2010
- 2014

Memoriał Huberta Jerzego Wagnera:
- 2012

Mistrzostwa Ameryki Południowej:
- 2017

Igrzyska Olimpijskie:
- 2020